# Leo Mattila
Leo Ilmari Mattila (ur. 9 grudnia 1923 w Helsinkach, zm. 1979) – fiński kierowca wyścigowy i rajdowy, polityk.

## Biografia
W drugiej połowie lat 40. rozpoczął ściganie się sportowym Fordem, którym w 1947 roku zajął drugie miejsce w zawodach Helsinki-Käpylä, a rok później identyczną pozycję w wyścigu Eläintarhan ajot. W 1949 roku w wyścigu tym był szósty, a w roku 1950 – ósmy (na BMW 328). Na początku lat 50. rozpoczął ściganie się samochodami Formuły 2. W 1952 roku uczestniczył Fordem Specialem w zawodach Eläintarhajot i Skarpnacksloppet, wywalczając w tym pierwszym wyścigu piątą pozycję. W roku 1953 zajął Cooperem T12 czwarte miejsce w Eläintarhajot oraz drugie w Skarpnacksloppet. W 1955 roku był ósmy w Helsinkach, pierwszy w Savonlinnie i piąty w Sztokholmie, natomiast rok później zajął trzecie miejsce w wyścigach w Helsinkach i Savonlinnie. W latach 1959–1960 uczestniczył Renault Dauphine w rajdzie Hankiralli; w edycji z 1960 roku zajął trzynaste miejsce. W roku 1960 był siódmy w wyścigu Kanonloppet. W 1961 roku uczestniczył Cooperem T52 w jednym wyścigu Niemieckiej Formuły Junior, natomiast w latach 1962–1966 rywalizował we Wschodnioniemieckiej Formule Junior/3, wygrywając w tej serii jeden wyścig.
Był członkiem fińskiego parlamentu w latach 50. i 60..

## Wyniki we Wschodnioniemieckiej Formule 3
| Legenda oznaczeń w tabelach wyników Wyświetl szablon na nowej stronie | Legenda oznaczeń w tabelach wyników Wyświetl szablon na nowej stronie                                                                     |
| Oznaczenie                                                            | Wyjaśnienie |
| --------------------------------------------------------------------- | --- |
| Złoty                                                                 | Zwycięzca lub mistrzostwo |
| Srebrny                                                               | 2. miejsce lub wicemistrzostwo |
| Brązowy                                                               | 3. miejsce lub II wicemistrzostwo |
| Zielony                                                               | Ukończył, punktował (w klasyfikacji generalnej, gdy zdobył co najmniej jeden punkt na przestrzeni sezonu, poza trzema powyższymi opcjami) |
| Niebieski                                                             | Ukończył, nie punktował (w klasyfikacji generalnej, gdy nie zdobył co najmniej jednego punktu na przestrzeni sezonu)                      |
| Czerwony                                                              | Nie zakwalifikował się (NZ) |
| Czerwony                                                              | Nie prekwalifikował się (NPK) |
| Różowy                                                                | Nie ukończył (NU) |
| Różowy                                                                | Niesklasyfikowany (NS) (w klasyfikacji generalnej, gdy nie został sklasyfikowany w żadnym wyścigu sezonu)                                 |
| Czarny                                                                | Zdyskwalifikowany (DK) |
| Czarny                                                                | Wykluczony (WYK/EX) |
| Biały                                                                 | Nie wystartował (NW) |
| Biały                                                                 | Kontuzjowany (K/INJ) |
| Biały                                                                 | Wyścig odwołany (OD/C) |
| Bez koloru                                                            | Został wycofany (WYC/WD) |
| Bez koloru                                                            | Nie przybył (NP/DNA) |
| Bez koloru                                                            | Nie brał udziału w treningach (NT/DNP) |
| Bez koloru                                                            | Nie został zgłoszony (–) |
| Pogrubienie                                                           | Start z pole position |
| Kursywa                                                               | Najszybsze okrążenie wyścigu |
| †                                                                     | Nie ukończył, ale jego rezultat został zaliczony ze względu na przejechanie więcej niż 90% dystansu wyścigu.                              |
| *                                                                     | Sezon w trakcie |
| 1/2/3                                                                 | Punktowana pozycja w sprincie kwalifikacyjnym                                                                                             |
| Lista systemów punktacji Formuły 1                                    | |

W latach 1960–1963 mistrzostwa rozgrywano według przepisów Formuły Junior.
| Rok  | Zespół      | Samochód   | Silnik | Wyniki w poszczególnych eliminacjach | Wyniki w poszczególnych eliminacjach | Wyniki w poszczególnych eliminacjach | Wyniki w poszczególnych eliminacjach | Wyniki w poszczególnych eliminacjach | Wyniki w poszczególnych eliminacjach | Pkt. | Msc. |
| ---- | ----------- | ---------- | ------ | ------------------------------------ | ------------------------------------ | ------------------------------------ | ------------------------------------ | ------------------------------------ | ------------------------------------ | ---- | ---- |
| 1962 |             |            |        |                                      |                                      |                                      |                                      |                                      |                                      | 0    | NS   |
| 1962 | Leo Mattila | Lotus 20   | Ford   | 1                                    | 2                                    | NU                                   | -                                    | -                                    | -                                    | 0    | NS   |
| 1962 | Leo Mattila | Lotus 22   | Ford   | -                                    | -                                    | -                                    | -                                    | 3                                    | ?                                    | 0    | NS   |
| 1963 |             |            |        |                                      |                                      |                                      |                                      |                                      |                                      | 0    | NS   |
| 1963 | Leo Mattila | Lotus 22   | Ford   | NU                                   | -                                    | -                                    | 3                                    | -                                    | 2                                    | 0    | NS   |
| 1964 |             |            |        |                                      |                                      |                                      |                                      |                                      |                                      | 0    | NS   |
| 1964 | Leo Mattila | Brabham    | Ford   | NU                                   | -                                    | -                                    | -                                    | -                                    | -                                    | 0    | NS   |
| 1965 |             |            |        |                                      |                                      |                                      |                                      |                                      |                                      | 0    | NS   |
| 1965 | Leo Mattila | Cooper T76 | Ford   | NU                                   | -                                    | 2                                    | 3                                    | 2                                    | 2                                    | 0    | NS   |
| 1966 |             |            |        |                                      |                                      |                                      |                                      |                                      |                                      | 0    | NS   |
| 1966 | Leo Mattila | Cooper T76 | Ford   | -                                    | -                                    | 3                                    | -                                    | -                                    | NU                                   | 0    | NS   |